# Kyle Hill
Kyle Hill (Chicago, 7 d'abril de 1979) és un exjugador de bàsquet estatunidenc que jugava a la posició d'escorta.

## Clubs
- 1997/01 Eastern Illinois Panthers
- 2001/02 Asvel Lyon Villeurbane
- 2002/03 Pau Orthez
- 2003/04 AEK Atenas
- 2003/04 Lauretana Biella
- 2004/05 KK Zadar
- 2005/06 Snaidero Udine
- (2005-06) CB Girona[1]
- (2006-07) KK Bosna
- (2007-2008) Snaidero Udine (Italia)
- (2008-2009) Club Bàsquet Lucentum Alacant[2]
- (2009-2011) KK Hemofarm
- (2011-2012) Club Ourense Baloncesto

## Palmarés
- LNB Pro A 2001-02: Campió de la Pro A amb l'Asvel Villeurbanne.
- 2003: Campió de la Copa de França amb el Pau-Orthez.
- LNB Pro A 2002-03: Campió de la Pro A amb el Pau Orthez.